# Daca
Daca este un paloș curb, armă caracteristică a dacilor, de la numele căruia pare să vină denumirea de daci.
Arma specifică a dacilor a fost sabia curbă, denumită sica. Pe columna lui Traian, dacii sunt înfățișați cu săbii scurte, unele având lama încovoiată. Vasile Pârvan spunea că era un fel de seceră. Ulterior, descoperirile arheologice au scos la iveală numeroase arme de acest tip, identice cu cele reprezentate pe columnă. Sica, arma specific dacică era un pumnal de fier cu un singur tăiș și cu lama curbată, măsurând circa 40 cm, cu mânerul îmbrăcat în os sau lemn având cam 13-14 cm. Sica era o armă de împuns și nu de tăiat. Daca mai este numit si Falx Dacic.

## Biografie
- Ion Horațiu Crișan - „Spiritualitatea geto-dacilor”, Editura Albatros, 1986